# Et la lumière fut (film)
Pour les articles homonymes, voir Et la lumière fut.
Pour plus de détails, voir Fiche technique et Distribution.
Et la lumière fut est un film franco-germano-italien, réalisé par le Géorgien Otar Iosseliani, sorti en 1989.

## Synopsis
Le film conte sur un mode quasi documentaire la chronique d'un village africain menacé par la déforestation. De drolatique, le ton se fait plus grave à mesure que les péripéties, parfois à la limite du surréalisme, laissent la place à des problèmes plus dramatiques, tels une crise conjugale ou la destruction finale des huttes. Néanmoins, Iosseliani conserve comme à son habitude son détachement sarcastique, apparaissant à la fin en touriste observant à distance le village déserté.

## Fiche technique
- Titre : Et la lumière fut
- Réalisation : Otar Iosseliani
- Scénario : Otar Iosseliani
- Photographie : Robert Alazraki
- Décors : Yves Brover-Rabinovici
- Costumes : Charlotte David
- Son : Alix Comte
- Musique : Nicolas Zourabichvili
- Montage : Otar Iosseliani, Ursula West, Marie-Agnès Blum
- Production : Alain Quefféléan
- Sociétés de production : Les Films du Triangle, La Sept, Direkt Film GmbH, RAI Uno
- Pays de production :  France,  Allemagne de l'Ouest,  Italie
- Format : Couleurs - 35 mm - 1,66:1
- Genre : comédie dramatique
- Durée : 105 minutes
- Date de sortie : 
  - France : 17 janvier 1990

## Distribution
- Sigalon Sagna : Badinia
- Saly Badji : Okonoro
- Binta Cissé : Mzezve
- Marie-Christine Dieme : Lazra
- Fatou Seydi : Kotoko
- Alpha Sane : Yere
- Abdou Sane : Bouloude
- Souleimane Sagna : Soutoura
- Marie-Solange Badiane : Djou
- Moussa Sagna : Lade
- Ouissman Vieux Sagna : Gagou
- Salif Kambo Sagna : Noukoume
- Fatou Mounko Sagna : Femme de Yere
- Oswalda Olivera : Sedou
- Bouba Sagna : Chatoutou
- Sadio Sagna
- Fatoumata Sagna
- Philippe Maillet
- Fatou Sane
- Burama Sane
- Gnima Sane
- Fatou Ayeme Sagna
- Yacine Ami Sagna
- Charlotte Badiane
- Awa Sagna
- Mustapha Badiane
- Elie Joseph Dieme
- Talibo Sagna
- Omar Diatabo Sagna
- Malamine Sana
- Ibrahim Badiane
- Aliou Sagna
- Abdu Rahman Sane
- Sana Sagna

## Appréciation critique
« Un village africain. Immanence d'une culture millénaire, aussi bien dans les actes d'utilité, construction d'un toit, envoi aux travailleurs des champs du repas de midi dans une grande calebasse qui descend le fil du fleuve, que dans des pratiques plus imaginaires, entre autres pour appeler l'eau, la pluie. 
Dans ce village africain, un entrecroisement, une interdépendance, de la vie réelle et d'une poésie ancienne, d'une fable imaginée. Mais comme si la fable était plutôt une façon plus sensible, plus délicate, d'accomplir des actes nécessaires.
En contrepoint de la vie de ce village, apparait le second protagoniste du film : l'entreprise aujourd'hui omniprésente en Afrique des compagnies forestières. Entreprises européennes dans la plupart des cas. Ces entreprises déboisent l'Afrique.
Le tissu du film n'est pas brut, pas naturaliste. En Afrique comme dans sa Géorgie natale, Otar Iosseliani se met comme en symbiose avec l'« esprit » du pays. Et la lumière fut est une parabole, non pas un constat.
Dignité et qualité d'une vie humaine, animale, végétale, qui se détériore. Élégance d'âme et désarroi, rire des contes et souffrances des servitudes. »

— Le Monde, 18 janvier 1990

## Distinctions
- Le film a reçu le Grand prix spécial du jury à la Mostra de Venise 1989.